# Athyrium pseudoiseanum
Athyrium pseudoiseanum är en majbräkenväxtart som beskrevs av Kurata. Athyrium pseudoiseanum ingår i släktet Athyrium och familjen Athyriaceae. Inga underarter finns listade.